# Пуэнте, Рафаэль
Рафаэль Пуэнте Суарес (исп. Rafael Puente Suárez; род. 5 февраля 1950, Мехико) — мексиканский футболист и футбольный тренер, выступавший на позиции вратаря.

## Карьера

### Клубная карьера
Во взрослом футболе дебютировал в 1968 году в клубе «Атланте», где начал играть в национальном чемпионате. В 1974 году перешёл в другой мексиканский клуб «Америка», где и завершил футбольную карьеру в 1977 году в результате травмы колена.

### Карьера в сборной
В 1971 году дебютировал в официальных матчах в составе национальной сборной Мексики. Всего в составе сборной принял участие в 21 матче.

### Тренерская карьера
В 1989—1990 годах возглавлял тренерский штаб родного клуба «Атланте», а в 1990 году тренировал клуб «Пачука». Его последней тренерской работой стала работа в клубе «Текос», который он возглавлял в 2000 году.

## Личная жизнь
Сын Пуэнте, которого тоже зовут Рафаэль, также был профессиональным футболистом, футбольным тренером и комментатором.